# Pieter Losecaat Vermeer
Pieter Antonie Jacobus Losecaat Vermeer (Winschoten, 11 mei 1888 - Den Haag, 9 januari 1956) was een Nederlandse rechtsgeleerde. Als zodanig bekleedde hij onder meer het ambt van raadsheer in de Hoge Raad der Nederlanden.
Losecaat Vermeer studeerde rechten aan de Universiteit Leiden en promoveerde in 1913 bij de vermaarde jurist Eduard Meijers.
In datzelfde jaar begon zijn juridische carrière. In 1914 kwam hij op het Openbaar Ministerie van het kantongerecht te Almelo terecht. Van 1920 tot 1921 was hij rechter te Tiel en van 1921 tot 1939 hoogleraar aan de Gemeentelijke Universiteit van Amsterdam waar hij colleges gaf over inleiding tot het recht alsook over burgerlijk- en handelsrecht. Tevens was hij enige tijd rector magnificus van deze universiteit. Vervolgens was hij vanaf 1939 tot aan zijn overlijden raadsheer bij de Hoge Raad.
Losecaat Vermeer werkte eveneens aan allerlei rechtskundige boeken en voor diverse juridische vakbladen. Hij stond bekend als een scherp analyticus die in staat was om een ingewikkelde materie zoals het verbintenissenrecht in een helder systeem onder te brengen. Hij was tevens schoonvader van de Utrechtse hoogleraar Pieter verLoren van Themaat.